# Cristian Ledesma
Cristian Daniel Ledesma, född 24 september 1982 i Puerto Madryn, Argentina, är en före detta professionell fotbollsspelare (mittfältare). 
Han har var under sin tid i Lazio en av klubbens bästa mittfältare sedan det att han anlände och en stor anledning till tredjeplatsen i Serie A 2007. Ledesma innehar både argentinskt samt italienskt pass och var således tillgänglig för uttagning i båda landslagen. Det italienska passet beror på giftermålet med en italiensk kvinna hösten 2009. Han debuterade i det italienska landslaget 2010.
Under hösten 2009 var Ledesma avstängd från spel av den kontroversiella presidenten Claudio Lotito, sedan han inte velat skriva på ett nytt kontrakt. Under den tiden blev Lazio indraget i nedflyttningsstriden, men när Ledesma kom tillbaka till laget höjde sig truppen igen och Lazio slutade på tolfte plats i ligan. 2018 avslutade Ledesma sin karriär.